# Ray Conniff

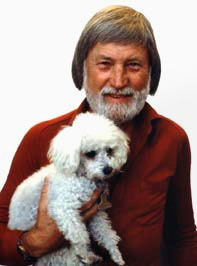
Ray Conniff (1979)

Ray Conniff (* 6. November 1916 in Attleboro, Massachusetts; † 12. Oktober 2002 in Escondido, Kalifornien) war ein US-amerikanischer mit dem Grammy ausgezeichneter Komponist, Arrangeur, Orchesterleiter und Posaunist, der als „Vater des Easy Listening“ galt. In den sechs Jahrzehnten seiner Karriere verkaufte er über 50 Millionen Alben und platzierte alleine in den USA über 25 Alben in den Top 40.

## Leben

### Herkunft und Ausbildung
Conniff entstammte einer musikalischen Familie. Sein Vater John Lawrence leitete das Orchester Jewelry City Band in Attleboro und spielte Posaune, die Mutter Maude „Angela“ Conniff Klavier. Schon in der High School soll Ray mit Klassenkameraden ein Tanzorchester gegründet haben. Einen allerersten Job als Arrangeur erhielt er bei den Musical Skippers von Dan Murphy in Boston. 1937 soll Conniff „mit 200 Dollar“ in der Tasche und einem Lunchpaket nach New York gefahren sein, um sich dort an der Juilliard School of Music bei Tom Timothy, Sol Kaplan und Hugo Friedhofer zum Profi-Musiker ausbilden zu lassen. Nebenbei trat er häufig in Nachtclub-Bands auf. 1938 startete er in der Bigband von Bunny Berigan als Posaunist, wo er fünfzehn Monate blieb. Danach wechselte er zu Bob Crosby, zwischen 1940 und 1945 war er in drei verschiedenen Formationen von Artie Shaw und für Glen Gray tätig. Gegen Ende des Zweiten Weltkrieges musste er seinen zweijährigen Wehrdienst ableisten, währenddessen er beim American Forces Network in Hollywood mit dem Komponisten Walter Schumann und dem Harry James Orchestra zusammenarbeitete. Mit dem Siegeszug des Bebop, den Conniff als „Lärm“ bezeichnete, hatte er Probleme, Beschäftigung zu finden und arbeitete zeitweise als Bauarbeiter. Ihm drohte die Zwangsversteigerung und er musste sich mit „30 Dollar“ die Woche durchschlagen. Ab 1949 vertiefte er sich in private Studien über Rhythmus und Harmonik. Beim wochenlangen Anhören von Werbespots, sowie Artie-Shaw- und Glenn-Miller-Platten kam Conniff nach eigener Aussage zur Erkenntnis, dass die rhythmische Wiederholung im Hintergrund bei „80 Prozent“ aller Titel den Erfolg ausmacht: „Unterschwellig lief immer eine Klang-Schablone mit. Sie können es die 'Geister-Melodie' neben der eigentlichen nennen. Und das Ganze wird von einem weiteren Schema überlagert, der Tempo-Schablone. Ich kann dazu nur sagen, das ist wie eine Art Pulsieren. Der Durchschnittshörer liebt diese Art Klang-Puls, nicht aufdringlich, aber zuverlässig im Hintergrund.“

### Arbeit fürColumbia Records
1953 hatte Conniff einen Kurzauftritt im Film Die Glenn Miller Story. Im selben Jahr kam er bei Mitch Miller, damals Chef der Artists and Repertoire-Abteilung bei Columbia Records, unter. Conniff wurde dort Chef-Arrangeur und war als Studiomusiker für zahlreiche Künstler tätig, darunter Rosemary Clooney, Marty Robbins, Frankie Laine, Johnny Matthis, Guy Mitchell und Johnnie Ray. Mit Band of Gold für Don Cherry landete Conniff 1955 seinen ersten Hit in den Top Ten der Charts (Platz 5), ein Erfolg, den Conniff in erster Linie den Radio-DJs zuschrieb, die ihn damals sehr förderten. Der Titel wurde mehr als eine Million Mal verkauft. Es folgten Arbeiten für Tony Bennett (Tony) und Eileen Rodgers (Blue Swing). Unter dem Namen Jay Raye (für Joseph Raymond) produzierte er in diesen frühen Jahren für Columbias Epic-Label einige Alben, auch Singles mit den Somethin' Smith and the Redheads, einem Männerchor. Heraus kamen unter anderem Just Walking in the Rain und Yes Tonight Josephine für Johnnie Ray, beide Top-10-Erfolge in Deutschland, A White Sport Coat für Marty Robbins, Chances Are für Johnny Mathis und Moonlight Gambler für Frankie Laine.

### Arrangement des typischenConniff-Sounds
Die für damalige Zeiten sehr ungewöhnlichen Arrangements bescherten ihm 1956 die Chance, eine eigene LP zu produzieren, deren Titelsong, ’S Wonderful aus der Feder von George Gershwin, zeit seiner Karriere seine persönliche Erkennungsmelodie wurde. Conniffs Erfolgsrezept war schon damals sein unverwechselbarer Sound, der von zwei Besonderheiten geprägt war: einer durch starkes Echo verstärkten Rhythmusgruppe, in der die Gitarre meist parallel zum Schlagzeug eingesetzt wurde, sowie ein wortlos s(w)ingender Chor. Den Echo-Effekt hatte unfreiwillig Benny Goodman „entdeckt“, als er in New York eine Platte aufnehmen wollte und kein Studio frei war. Da die Zeit drängte, musste er in die Liederkranz-Halle ausweichen, die, wie sich herausstellte, die Akustik einer Kathedrale hatte. Fortan wollten viele Big Bands diesen Sound für sich nutzen. Die Entstehung seines musikalischen „Markenzeichens“ erklärte Conniff in einem Interview: „Ich habe mal ein Album mit Mitch Miller aufgenommen, wir hatten eine Big Band und einen kleinen Chor zur Verfügung. Ich schlug vor, den Chor gleichzeitig mit der Band Vokalisen singen zu lassen. Die Frauen über die Trompeten, die Männer über die Posaunen. Mitch war am Regiepult total überrascht und außer sich, wie gut das funktionierte.“ Die Verschmelzung von Instrumenten und Stimmen gelang Conniff dabei so gut, dass der Hörer den Eindruck eines gemeinsamen Klangkörpers erhielt.

### Internationale Erfolge
Zwischen 1957 und 1968 schafften es 28 Alben von Conniff in die amerikanischen Top 40, darunter die erste Stereo-Platte ´S Awful Nice (1957) und Somewhere My Love (1966). 1969 belegte er mit His Orchestra, His Chorus, His Singers, His Sound Platz 1 der britischen Albumcharts und warb damit sehr effektvoll für seine anschließende Tournee durch Deutschland, Österreich und die Schweiz. 1974 war er einer der ersten amerikanischen Künstler, der eine Platte in Moskau aufnahm (Ray Conniff in Moscow). Das sowjetische Label Melodiya hatte dem Arrangeur 22 sowjetische Kunstlieder bzw. Estrada-Lieder (Estradenlieder) und russische Volksweisen zugeschickt, von denen er elf aussuchen sollte, um sie neu zu produzieren. Dafür wurden ihm vor Ort Orchester und Chor zur Verfügung gestellt. Mit Alben wie Exclusivamente Latino, Amor Amor und Latinisimo startete er im vergleichsweise hohen Alter eine Karriere in Südamerika, wo er wie ein Nachwuchstalent gefeiert wurde und ganze Fußballstadien füllte, etwa in Viña del Mar. Im März 1997 wechselte Conniff nach vierzig Jahren von Columbia zu PolyGram/Universal Records und in Brasilien zu Abril. Für PolyGram entstanden die Alben Ray Conniff Live In Rio, I Love Movies und My Way, ein Tributealbum für Frank Sinatra. Für Abril nahm er neben anderen Alben Do Ray Para o Rei (2000) mit Titeln von Roberto Carlos auf. Noch mit 85 stand Conniff regelmäßig auf der Bühne, ging in Brasilien auf Tournee und spielte bei der Hochzeit von Liza Minnelli und David Gest.

### Vorbilder
Zu den Komponisten, von denen sich Conniff nach eigener Aussage persönlich inspiriert fühlte, gehören Pjotr Iljitsch Tschaikowski, Sergei Wassiljewitsch Rachmaninow, Victor Young und Henry Mancini. Er habe sich immer „mehr für gute Melodien als gute Akkorde“ interessiert und Niveau geschätzt. Songs mit einer ungeraden Taktzahl im Refrain kritisierte Conniff spöttisch als „Musik linker Hand“. Damit erreichten Komponisten nicht mehr den „normalen Zuhörer“, denn der wolle beim Tanzen auf dem Schlussakkord „nicht den Fuß in der Luft haben“. Insofern bekannte sich Conniff zur „Einfachheit“ in der Musik, wenngleich er raffinierte Akkorde schätzte.

### Familie
Conniff war drei Mal verheiratet. Aus der ersten Ehe mit Emily Jo Ann Imhof hatte er einen Sohn James Lawrence und die Tochter Jo Ann Patricia. Seine zweite Frau Ann Marie Engberg brachte den Stiefsohn Richard J. Bibo mit in die Ehe. Am 2. August 1968 heiratete er die Schweizerin Vera Schmidheiny (1944–2018), die auf einigen seiner Platten-Cover zu sehen war. Er verstarb 2002 nach einem durch einen Schlaganfall ausgelösten Sturz in der Badewanne im kalifornischen Escondido.

## Werk
Conniff veröffentlichte etwa 100 LPs und verkaufte weltweit mehr als 70 Millionen Tonträger. Sein größter Hit war der Titel Somewhere My Love (1966), das Thema der Lara aus dem Film Dr. Schiwago. Die Single und die gleichnamige LP erreichten die US-Top-10. Das Markenzeichen „Conniff-Sound“ prägte seit Ende der 1950er Jahre bis in die späten 1970er Jahre die damalige Easy-Listening-Musik.

## Diskografie

### Alben
| Jahr | Titel                                                                                  | Höchstplatzierung, Gesamtwochen, AuszeichnungChartplatzierungen (Jahr, Titel, Platzierungen, Wochen, Auszeichnungen, Anmerkungen) | Höchstplatzierung, Gesamtwochen, AuszeichnungChartplatzierungen (Jahr, Titel, Platzierungen, Wochen, Auszeichnungen, Anmerkungen) | Höchstplatzierung, Gesamtwochen, AuszeichnungChartplatzierungen (Jahr, Titel, Platzierungen, Wochen, Auszeichnungen, Anmerkungen) | Höchstplatzierung, Gesamtwochen, AuszeichnungChartplatzierungen (Jahr, Titel, Platzierungen, Wochen, Auszeichnungen, Anmerkungen) | Anmerkungen |
| Jahr | Titel                                                                                  | DE | AT | UK | US | Anmerkungen |
| ---- | -------------------------------------------------------------------------------------- | --- | --- | --- | --- | --- |
| 1957 | ’S Wonderful!                                                                          | — | — | — | US11 (16 Wo.)US | Erstveröffentlichung: Dezember 1956 and His Orchestra and Chorus Produzent: Mitch Miller                                                                              |
| 1957 | ’S Marvelous                                                                           | — | — | — | US10 Gold · (37 Wo.)US | Erstveröffentlichung: November 1957 and His Orchestra Produzent: Ray Conniff                                                                                          |
| 1958 | ’S Awful Nice                                                                          | — | — | UK13 (1 Wo.)UK | US9 (52 Wo.)US | Erstveröffentlichung: Juni 1958 and His Orchestra and Chorus |
| 1958 | Concert in Rhythm, Vol. 1                                                              | — | — | — | US9 Gold · (50 Wo.)US | Erstveröffentlichung: September 1958 and His Orchestra and Chorus |
| 1959 | Broadway in Rhythm                                                                     | DE37 (4 Wo.)DE | — | — | US10 (20 Wo.)US | Erstveröffentlichung: März 1959 and His Orchestra and Chorus Charteintritt in DE erst im August 1964                                                                  |
| 1959 | Hollywood in Rhythm                                                                    | — | — | — | US29 (8 Wo.)US | Erstveröffentlichung: Mai 1959 and His Orchestra |
| 1959 | Conniff Meets Butterfield                                                              | — | — | — | US8 (36 Wo.)US | Erstveröffentlichung: Oktober 1959 and His Orchestra mit Billy Butterfield                                                                                            |
| 1959 | Christmas with Conniff                                                                 | — | — | — | US14 Platin · (9 Wo.)US | Erstveröffentlichung: Dezember 1959 Wiedereinstieg: 1960, 1961 |
| 1960 | It’s the Talk of the Town                                                              | — | — | UK15 (1 Wo.)UK | US8 (54 Wo.)US | Erstveröffentlichung: August 1959 The Ray Conniff Singers |
| 1960 | Concert in Rhythm, Vol. 2                                                              | — | — | — | US13 (33 Wo.)US | Erstveröffentlichung: Februar 1960 and His Orchestra and Chorus |
| 1960 | Young at Heart                                                                         | — | — | — | US6 (28 Wo.)US | Erstveröffentlichung: Juli 1960 The Ray Conniff Singers |
| 1960 | Say It with Music (A Touch of Latin)                                                   | — | — | — | US4 (58 Wo.)US | Erstveröffentlichung: September 1960 and His Orchestra and Chorus |
| 1961 | Memories Are Made of This                                                              | — | — | UK14 (4 Wo.)UK | US4 Gold · (34 Wo.)US | Erstveröffentlichung: Januar 1961 and His Orchestra and Chorus Produzenten: Rann Productions, Inc.                                                                    |
| 1961 | Somebody Loves Me                                                                      | DE8 (16 Wo.)DE | — | — | US14 (34 Wo.)US | Erstveröffentlichung: August 1961 The Ray Conniff Singers |
| 1962 | So Much in Love                                                                        | — | — | — | US5 Gold · (34 Wo.)US | Erstveröffentlichung: Januar 1962 The Ray Conniff Singers |
| 1962 | ’S Continental                                                                         | DE12 (24 Wo.)DE | — | — | US6 (25 Wo.)US | Erstveröffentlichung: April 1962 and His Orchestra and Chorus Produzenten: Rann Productions, Inc.                                                                     |
| 1962 | Rhapsody in Rhythm                                                                     | — | — | — | US28 (16 Wo.)US | Erstveröffentlichung: September 1962 and His Orchestra and Chorus |
| 1962 | We Wish You a Merry Christmas                                                          | DE12 (1 Wo.)DE | — | — | US32 Platin · (4 Wo.)US | Erstveröffentlichung: Oktober 1962 and The Ray Conniff Singers |
| 1963 | The Happy Beat                                                                         | DE7 (24 Wo.)DE | — | — | US20 (15 Wo.)US | Erstveröffentlichung: Februar 1963 and His Orchestra and Chorus |
| 1963 | Just Kiddin’ Around                                                                    | — | — | — | US85 (13 Wo.)US | Erstveröffentlichung: August 1963 mit Billy Butterfield |
| 1964 | You Make Me Feel so Young                                                              | — | — | — | US73 (17 Wo.)US | Erstveröffentlichung: Januar 1964 and His Orchestra and Chorus |
| 1964 | Speak to Me of Love                                                                    | — | — | — | US50 (19 Wo.)US | Erstveröffentlichung: Mai 1964 The Ray Conniff Singers |
| 1964 | Invisible Tears                                                                        | DE24 (32 Wo.)DE | — | — | US23 (27 Wo.)US | Erstveröffentlichung: September 1964 and the Singers |
| 1965 | Friendly Persuasion                                                                    | — | — | — | US141 (5 Wo.)US | Erstveröffentlichung: Februar 1965 and His Orchestra and Chorus |
| 1965 | Music from Mary Poppins, The Sound of Music, My Fair Lady and Other Great Movie Themes | — | — | — | US34 (19 Wo.)US | Erstveröffentlichung: Mai 1965 and the Singers |
| 1965 | Love Affair                                                                            | DE12 (20 Wo.)DE | — | — | US54 (16 Wo.)US | Erstveröffentlichung: Juli 1965 and the Singers |
| 1966 | Happiness Is                                                                           | DE20 (24 Wo.)DE | — | — | US80 (9 Wo.)US | Erstveröffentlichung: März 1966 |
| 1966 | Somewhere My Love                                                                      | DE11 (40 Wo.)DE | — | UK34 (3 Wo.)UK | US3 Platin · (90 Wo.)US | Erstveröffentlichung: Mai 1966 and the Singers in USA vier Wochen auf Platz 3                                                                                         |
| 1967 | Ray Conniff’s World of Hits                                                            | — | — | — | US78 (10 Wo.)US | Erstveröffentlichung: Januar 1967 Produzent: Ernie Altschuler |
| 1967 | Ray Conniff en Espanol!                                                                | — | — | — | US180 (2 Wo.)US | Erstveröffentlichung: April 1967 The Ray Conniff Singers |
| 1967 | This Is My Song and Other Great Hits                                                   | DE25 (12 Wo.)DE | — | — | US30 (46 Wo.)US | Erstveröffentlichung: Mai 1967 and the Singers |
| 1967 | Hawaiian Album                                                                         | — | — | — | US39 (15 Wo.)US | Erstveröffentlichung: September 1967 mit The Ray Conniff Singers Produzent: Nedra Olds-Neal                                                                           |
| 1968 | It Must Be Him                                                                         | DE28 (12 Wo.)DE | — | — | US25 Gold · (41 Wo.)US | Erstveröffentlichung: Januar 1968 and the Singers |
| 1968 | Honey                                                                                  | DE17 (4 Wo.)DE | — | — | US22 Gold · (39 Wo.)US | Erstveröffentlichung: April 1968 and the Singers |
| 1968 | Turn Around Look at Me                                                                 | — | — | — | US70 (22 Wo.)US | Erstveröffentlichung: Oktober 1968 and the Singers Produzent: Jack Gold                                                                                               |
| 1969 | I Love How You Love Me                                                                 | — | — | — | US101 (14 Wo.)US | Erstveröffentlichung: Februar 1969 and the Singers Produzent: Jack Gold                                                                                               |
| 1969 | Jean                                                                                   | — | — | — | US103 (21 Wo.)US | Erstveröffentlichung: Dezember 1969 and the Singers Produzent: Jack Gold                                                                                              |
| 1970 | Bridge over Troubled Water                                                             | — | — | UK30 Silber · (14 Wo.)UK | US47 (28 Wo.)US | Erstveröffentlichung: März 1970 and the Singers Produzent: Jack Gold                                                                                                  |
| 1970 | Ray Conniff’s Concert in Stereo (Live at the Sahara/Tahoe)                             | — | — | — | US177 (5 Wo.)US | Erstveröffentlichung: August 1970 and the Singers Doppel-Livealbum Konzert vom 3. September 1969; aufgenommen im Sahara Tahoe, Stateline, Nevada Produzent: Jack Gold |
| 1970 | We’ve Only Just Begun                                                                  | — | — | — | US120 (13 Wo.)US | Erstveröffentlichung: Dezember 1970 and the Singers Produzent: Jack Gold                                                                                              |
| 1971 | Love Story                                                                             | — | — | UK34 (1 Wo.)UK | US98 (15 Wo.)US | Erstveröffentlichung: März 1971 and the Singers Produzent: Jack Gold                                                                                                  |
| 1971 | Great Contemporary Instrumental Hits                                                   | — | — | — | US185 (5 Wo.)US | Erstveröffentlichung: August 1971 Produzent: Jack Gold |
| 1972 | I’d Like to Teach the World to Sing                                                    | — | — | UK17 (4 Wo.)UK | US138 (11 Wo.)US | Erstveröffentlichung: Januar 1972 and the Singers Produzent: Snuff Garrett                                                                                            |
| 1972 | Love Theme from „The Godfather“                                                        | — | — | — | US114 (14 Wo.)US | Erstveröffentlichung: Mai 1972 Produzent: Jack Gold |
| 1972 | Alone Again (Naturally)                                                                | — | — | — | US180 (10 Wo.)US | Erstveröffentlichung: September 1972 Produzent: Jack Gold |
| 1973 | Clair (UK) / I Can See Clearly Now (US)                                                | — | — | UK39 (2 Wo.)UK | US165 (10 Wo.)US | Erstveröffentlichung: Februar 1973 and the Singers Produzent: Jack Gold                                                                                               |
| 1973 | You Are the Sunshine of My Life                                                        | — | — | — | US176 (5 Wo.)US | Erstveröffentlichung: September 1973 Produzent: Jack Gold |
| 1973 | Harmony                                                                                | — | — | UK24 (4 Wo.)UK | US194 (4 Wo.)US | Erstveröffentlichung: September 1973 Produzent: Jack Gold |

grau schraffiert: keine Chartdaten aus diesem Jahr verfügbar
Weitere Alben
| - 1957: Rockin’ the Bop, Boppin’ the Rock (Dance the Bop) - 1959: Concert in Rhythm, Vol. 2 - 1961: Die ganze Welt tanzt mit Ray Conniff - 1961: Merry Christmas at All (US: Platin) - 1965: Here We Come A-Caroling – The Ray Conniff Christmas Album - 1967: Ray Conniff’s World of Favorites - 1969: Live Concert in Stereo / Europa Tournee ’69 (2 LPs) - 1970: The Impossible Dream (US) / Hello Young Lovers (UK) - 1972: Today’s Greatest Hits (2 LPs) - 1973: Happiness Is Music (mit His Orchestra & Singers) - 1973: Charlotte’s Web & Other Children’s Favorites - 1973: In Britain - 1974: The Way We Were - 1974: The Happy Sound of Ray Conniff - 1975: Laughter in the Rain (US) / Mandy (UK) - 1975: Another Somebody Done Somebody Wrong Song (US) / Lovin’ You (UK) - 1975: Love Will Keep Us Together | - 1976: I Write the Songs - 1976: Send in the Clowns - 1976: Theme from S. W. A. T. and Other TV Themes - 1976: After the Lovin’ (US) / If You Leave Me Now (UK) - 1978: Plays the Bee Gees & Other Great Hits - 1978: Sentimental Journey - 1979: I Will Survive - 1980: The Perfect “10” Classics - 1982: Musik für Millionen (8 deutsche und 4 internationale Lieder) - 1982: The Nashville Connection (… and the Singers) - 1984: Christmas Caroling - 1986: Say You, Say Me - 1986: 30th Anniversary Edition - 1987: Always in My Heart - 1992: ’S Always Conniff (mit His Singers and Orchestra) - 1997: I Love Movies - 1998: My Way: A Tribute to Frank Sinatra |

### Kompilationen
| Jahr | Titel                                                | Höchstplatzierung, Gesamtwochen, AuszeichnungChartplatzierungen (Jahr, Titel, Platzierungen, Wochen, Auszeichnungen, Anmerkungen) | Höchstplatzierung, Gesamtwochen, AuszeichnungChartplatzierungen (Jahr, Titel, Platzierungen, Wochen, Auszeichnungen, Anmerkungen) | Höchstplatzierung, Gesamtwochen, AuszeichnungChartplatzierungen (Jahr, Titel, Platzierungen, Wochen, Auszeichnungen, Anmerkungen) | Höchstplatzierung, Gesamtwochen, AuszeichnungChartplatzierungen (Jahr, Titel, Platzierungen, Wochen, Auszeichnungen, Anmerkungen) | Anmerkungen                                                                  |
| Jahr | Titel                                                | DE | AT | UK | US | Anmerkungen                                                                  |
| ---- | ---------------------------------------------------- | --- | --- | --- | --- | ---------------------------------------------------------------------------- |
| 1960 | Conniff Hi-Fi Companion                              | — | — | UK3 Gold · (48 Wo.)UK | — | Erstveröffentlichung: November 1960 and His Orchestra and Chorus Doppelalbum |
| 1962 | Bravo, Ray Conniff                                   | DE6 (24 Wo.)DE | — | — | — | Erstveröffentlichung: Juli 1962                                              |
| 1964 | ’S Wonderful – ’S Marvellous                         | — | — | UK18 (3 Wo.)UK | — | Erstveröffentlichung: Dezember 1962 Doppelalbum                              |
| 1968 | His Orchestra ∙ His Chorus ∙ His Singers ∙ His Sound | — | — | UK1 (16 Wo.)UK | — | Erstveröffentlichung: Juni 1969 mit His Orchestra, His Chorus, His Singers   |
| 1969 | Ray Conniff’s Greatest Hits                          | — | — | — | US158 Gold · (5 Wo.)US | Erstveröffentlichung: 1969 mit His Orchestra, His Chorus, His Singers        |
| 1979 | Moon River                                           | DE11 (11 Wo.)DE | AT25 (4 Wo.)AT | — | — | Erstveröffentlichung: November 1979                                          |

grau schraffiert: keine Chartdaten aus diesem Jahr verfügbar
Weitere Kompilationen
| - 1968: Thanks for the Memory - 1968: The Magic of Ray Conniff (2 LPs) - 1973: I Believe in Music (2 LPs) - 1973: Love Letters in the Sand (… and the Singers) - 1974: The Best of Ray Conniff - 1975: Ray Conniff (2 LPs) - 1975: 26 Hits by Ray Conniff (2 LPs) - 1975: Ray Conniff Plays Carpenters (… and the Singers) - 1976: Smoke Gets in Your Eyes - 1976: 20 Greatest Hits - 1976: Ray Conniff Presents (2 LPs) - 1977: The Ray Conniff Collection (UK: Silber) | - 1978: 20 Number One Hits - 1982: Memories Are Made of This - 1986: 16 Most Requested Songs - 1988: The Most Famous Melodies (… and His Orchestra and Singers) - 1993: Ray Conniff - 1996: Pure Country (Ray Conniff Singers) - 1997: The Best Of - 2003: Love Songs - 2003: The Collection (3 CDs) - 2004: The Essential Ray Conniff (2 CDs) - 2014: The Real … Ray Conniff: The Ultimate Ray Conniff Collection - 2017: The Music of Ray Conniff (2 CDs) |

### Singles
| Jahr | Titel Album                                                | Höchstplatzierung, Gesamtwochen, AuszeichnungChartplatzierungen (Jahr, Titel, Album, Platzierungen, Wochen, Auszeichnungen, Anmerkungen) | Höchstplatzierung, Gesamtwochen, AuszeichnungChartplatzierungen (Jahr, Titel, Album, Platzierungen, Wochen, Auszeichnungen, Anmerkungen) | Anmerkungen |
| Jahr | Titel Album                                                | DE | US | Anmerkungen |
| ---- | ---------------------------------------------------------- | --- | --- | --- |
| 1957 | ’S Wonderful                                               | — | US73 (4 Wo.)US | Erstveröffentlichung: 14. Januar 1957 and His Orchestra Autoren: George Gershwin, Ira Gershwin Original: Adele Astaire & Allen Kearns, 1927                                                                                   |
| 1960 | Midnight Lace Happiness Is                                 | — | US92 (4 Wo.)US | Erstveröffentlichung: 12. September 1960 and His Orchestra and Chorus Autoren: Jerome Howard, Joe Lubin |
| 1961 | Begin the Beguine –                                        | DE50 (4 Wo.)DE | — | Erstveröffentlichung: August 1961 and His Orchestra Autor: Cole Porter Original: June Knight, 1935 |
| 1964 | Invisible Tears                                            | — | US57 (10 Wo.)US | Erstveröffentlichung: 9. Juni 1964 and the Singers Autoren: Ned Miller, Sue Miller Original: Ned Miller, 1964 |
| 1966 | Somewhere, My Love (Lara’s Theme) Dr. Zhivago (Soundtrack) | DE25 (2 Wo.)DE | US9 (12 Wo.)US | Erstveröffentlichung: 25. April 1966 and the Singers vom Soundtrack des Films Doktor Schiwago Grammy (Best Performance by a Chorus) Autoren: Maurice Jarre, Paul Francis Webster Original (instrumental): Maurice Jarre, 1965 |
| 1966 | Lookin’ for Love –                                         | — | US94 (2 Wo.)US | Erstveröffentlichung: 12. September 1966 and the Singers Autor: John Rotella |
| 1967 | Mame Ray Conniff’s Greatest Hits                           | DE16 (4 Wo.)DE | — | Erstveröffentlichung: 6. Januar 1967 Autor: Jerry Herman Original: Charles Braswell, 1966 |

Weitere Singles
| - 1954: Beanie Boy Boogie (mit The Rockin’ Rhythm Boys) - 1955: B. R. Boogie (mit The Rockin’ Rhythm Boys) - 1957: Cuddle Up a Little Closer - 1957: A White Sport Coat (And a Pink Carnation) (mit Marty Robbins) - 1957: Hey Janie (Hey Jamie) (mit Bernie Nee) - 1957: Just Walkin’ in the Rain (mit Johnnie Ray) - 1957: I Want You to Be My Guy (mit Gayla Peevey) - 1957: Yes Tonight, Josephine (mit Johnnie Ray) - 1957: Walkin’ and Whistlin - 1957: Looking for Someone to Love (mit Jerri Adams) - 1957: Super Chief (mit The Rockin’ Rhythm Boys) - 1957: Street of Memories (mit Johnnie Ray) - 1957: Strollin’ and Boppin’ (als Jimmy Richards) - 1958: Miss Me Just a Little (mit Johnnie Ray) - 1958: Schubert’s Serenade - 1958: Hey! Mister Barber (mit Jack E. Leonard) - 1959: Oklahoma! - 1959: They Tried to Tell Me (The Ray Conniff Singers) - 1959: South of the Border (mit Billy Butterfield) - 1959: Christmas Bride (The Ray Conniff Singers) - 1959: Rudolph, the Red-Nosed Reindeer - 1960: Warsaw Concerto - 1960: Theme from the Perry Mason Show - 1960: Love Is the Sweetest Thing (The Ray Conniff Singers) - 1960: You Must Have Been a Beautiful Baby (mit Billy Butterfield) - 1960: An Improvisation on „Liebestraum“ - 1961: Golden Earrings (The Ray Conniff Singers) - 1961: Besame Mucho - 1962: Morgen - 1962: Green Eyes (The Ray Conniff Singers) - 1963: Zip-a-dee-doo-dah (The Ray Conniff Singers) - 1963: People Will Say We’re in Love (The Ray Conniff Singers) - 1963: Popsy - 1963: Nel blu dipinto di blu - 1963: Mack the Knife - 1963: The Continental (The Ray Conniff Singers) - 1963: Sweet Sue, Just You (mit Billy Butterfield and the Ray Conniff Sextet) - 1963: Just Kiddin’ Around (mit Billy Butterfield) - 1963: On the Street Where You Live - 1964: Blue Moon - 1964: Caravan - 1964: What Kind of Fool Am I? - 1964: Melodie D’Amour - 1965: If I Knew Then (The Ray Conniff Singers) - 1965: Happiness Is - 1965: The Sound of Music - 1965: Supercalifragilisticexpialidocious | - 1965: Go Tell It on the Mountain - 1966: Jamaica Farewell - 1966: Just Friends - 1966: The Sheik of Araby (The Ray Conniff Quintet) - 1966: Somewhere My Love - 1966: Wednesday’s Child - 1966: Cabare - 1966: Games That Lovers Play - 1967: The World Will Smile Again - 1967: 17 - 1967: This Is My Song - 1967: Moonlight Brings Memories - 1967: Wonderful Season of Summer - 1967: One Paddle Two Paddle - 1967: The Little Drummer Boy - 1967: Winds of Change - 1968: One Paddle Two Paddle - 1968: The Impossible Dream - 1968: The Hawaiian Wedding Song - 1968: Love Is Blue (L’amour est bleu) - 1968: Look Homeward Angel - 1968: People - 1968: Dear World - 1968: I’ve Got My Eyes on You - 1969: Hold Me Tight - 1969: Muscrat Ramble - 1969: La felicidad - 1969: Love at First Sight (Je t’aime moi non plus) - 1970: A Walk in the Spring Rain - 1970: Songs Are for Lovers - 1970: Loss of Love - 1971: (Where Do I Begin) Love Story - 1971: Tijuana Taxi - 1971: Where Were You - 1971: Everybody Knows - 1972: Imagine - 1972: Sleepy Shores - 1972: Because - 1973: Harmony - 1974: Beyond Tomorrow - 1974: Taking a Chance on Love - 1974: When Mabel Comes in the Room - 1974: The Most Beautiful Girl - 1975: My Melody of Love - 1976: At Seventeen - 1977: Rain On |

### Auszeichnungen für Musikverkäufe
Anmerkung: Auszeichnungen in Ländern aus den Charttabellen bzw. Chartboxen sind in ebendiesen zu finden.
| Land/RegionAuszeichnungen für Musikverkäufe (Land/Region, Auszeichnungen, Verkäufe, Quellen) | Silber     | Gold     | Platin     | Verkäufe  | Quellen   |
| -------------------------------------------------------------------------------------------- | ---------- | -------- | ---------- | --------- | --------- |
| Vereinigte Staaten (RIAA)                                                                    | —          | 7× Gold7 | 4× Platin4 | 7.500.000 | riaa.com  |
| Vereinigtes Königreich (BPI)                                                                 | 2× Silber2 | Gold1    | —          | 220.000   | bpi.co.uk |
| Insgesamt                                                                                    | 2× Silber2 | 8× Gold8 | 4× Platin4 |           |           |